# ウィリアム・コートネイ (初代デヴォン伯)

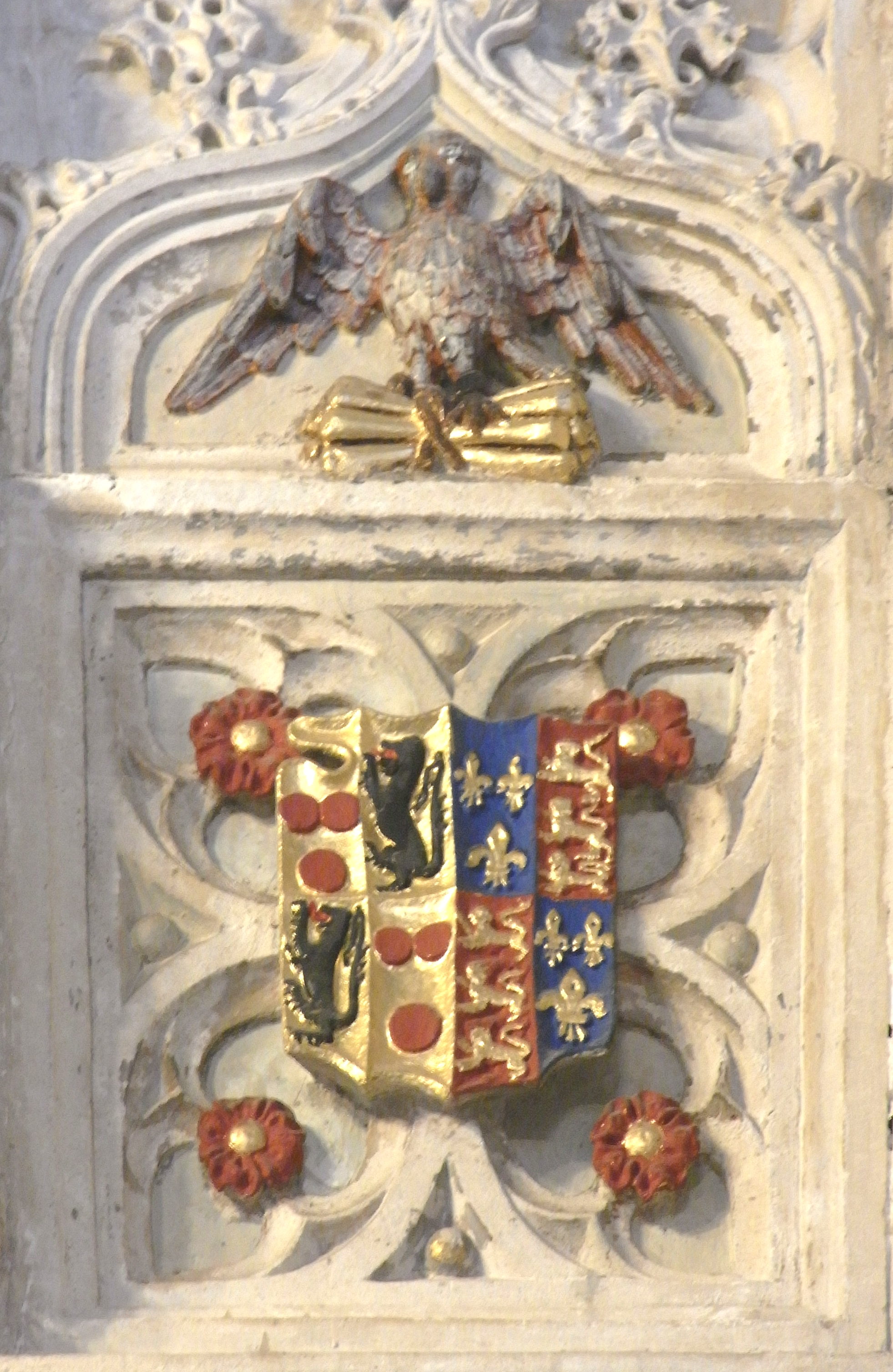
初代デヴォン伯ウィリアム・コートネイ（1475年 - 1511年）の紋章。デヴォンのエクセター大聖堂スピーク礼拝堂の外壁に彫刻されている。ここはサマセットのホワイトラッキントンのサー・ジョン・スピーク（1518年没）の埋葬されいてる場所である（レッドヴァース家の紋章のライオンは、誤って青ではなく黒で復元されている）。

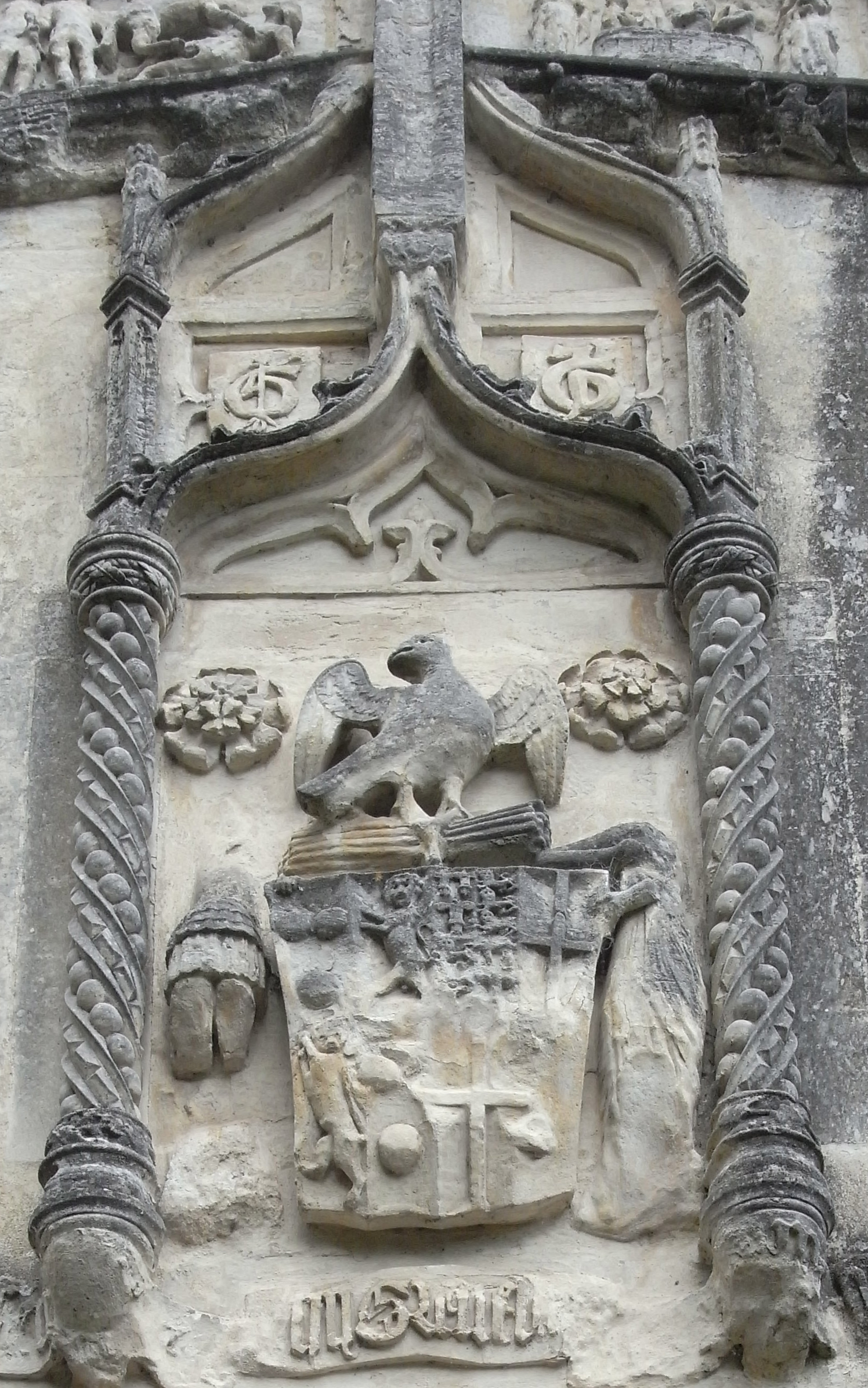
ティヴァートンのセント・ピーターズ教会の南玄関の上に刻まれている初代デヴォン伯ウィリアム・コートネイ（1511年没）の紋章

初代デヴォン伯ウィリアム・コートネイ（William Courtenay, 1st Earl of Devon, 1475年 - 1511年6月9日）は、オークハンプトンおよびプリンプトンの領主で、デヴォンの有力貴族。本拠地はデヴォンのティヴァートン城で、オークハンプトン城とコルコム城にも居を構えていた。

## 生涯

### 出自
ウィリアムは初代デヴォン伯エドワード・コートネイとモランドのサー・フィリップ・コートネイ（1445年生）の娘エリザベス・コートネイの息子である。母の父サー・フィリップはパウダーハムのサー・フィリップ・コートネイ（1404年1月18日 - 1463年12月16日）と初代ハンガーフォード男爵ウォルター・ハンガーフォード（1449年没）の娘エリザベス・ハンガーフォードの次男である。ウィリアムの両親は遠縁であり、第2代デヴォン伯ヒュー・コートネイ（1303年 - 1377年）が共通の祖先であった。

### 経歴
ウィリアムは、チューダー朝最初の王ヘンリー7世（1485年 - 1509年）の支持者であり、1487年11月25日の王妃エリザベスの戴冠式で、ヘンリー7世から騎士とされた。また、王軍では隊長として従軍し、1497年のエクセターの包囲戦で父を助けて王位僭称者パーキン・ウォーベックを破り、最終的にチューダー朝の王位を確実なものとした。

### 反逆
しかし、ウィリアムは王に対し反逆を企てたとして寵愛を失った。ヘンリー7世は、ウィリアムがヨーク家の最後の王位請求者である第3代サフォーク公エドマンド・ド・ラ・ポール（1513年没）を戴冠させようとする陰謀に加担していたことを知った。この共謀の罪で、ヘンリー7世は1504年2月にウィリアムをロンドン塔に幽閉し、私権を剥奪した。

### 恩赦と私権回復
ヘンリー8世（1509年 - 1547年）によって牢獄から釈放されたウィリアムは、1509年6月24日の戴冠式で恩赦と剣士としての権利と特権の回復を受けた。ウィリアムが生前に正式に伯位を回復していたかどうかは議論の余地がある。しかし、いくつかの資料では、ウィリアムが国王、従兄弟のサー・トマス・クニヴェット、サー・ウィリアム・ネヴィルとの馬上槍試合の後、1511年5月10日に伯爵の称号と領地を完全に取得したと主張している。

### 死
ウィリアムは1511年6月9日に胸膜炎で亡くなり、ロンドンのブラックフライアーズに埋葬された。

## 結婚と子女
1495年10月、ウィリアムはエドワード4世とエリザベス・ウッドヴィルの6女で、ヘンリー7世の王妃エリザベス・オブ・ヨークの妹であるキャサリン・オブ・ヨークと結婚した。ウィリアムとキャサリンの間には3子が生まれた。
- ヘンリー（1496年頃 - 1539年） - 初代エクセター侯爵。第5代ライル女男爵エリザベス・グレイと結婚、ガートルード・ブラントと再婚[3]。
- エドワード（1497年 - 1502年7月12日）
- マーガレット（1499年頃 - 1526年以前） - 第2代ウスター伯ヘンリー・サマセットと結婚[3]

## 娘マーガレットのものとされる彫像

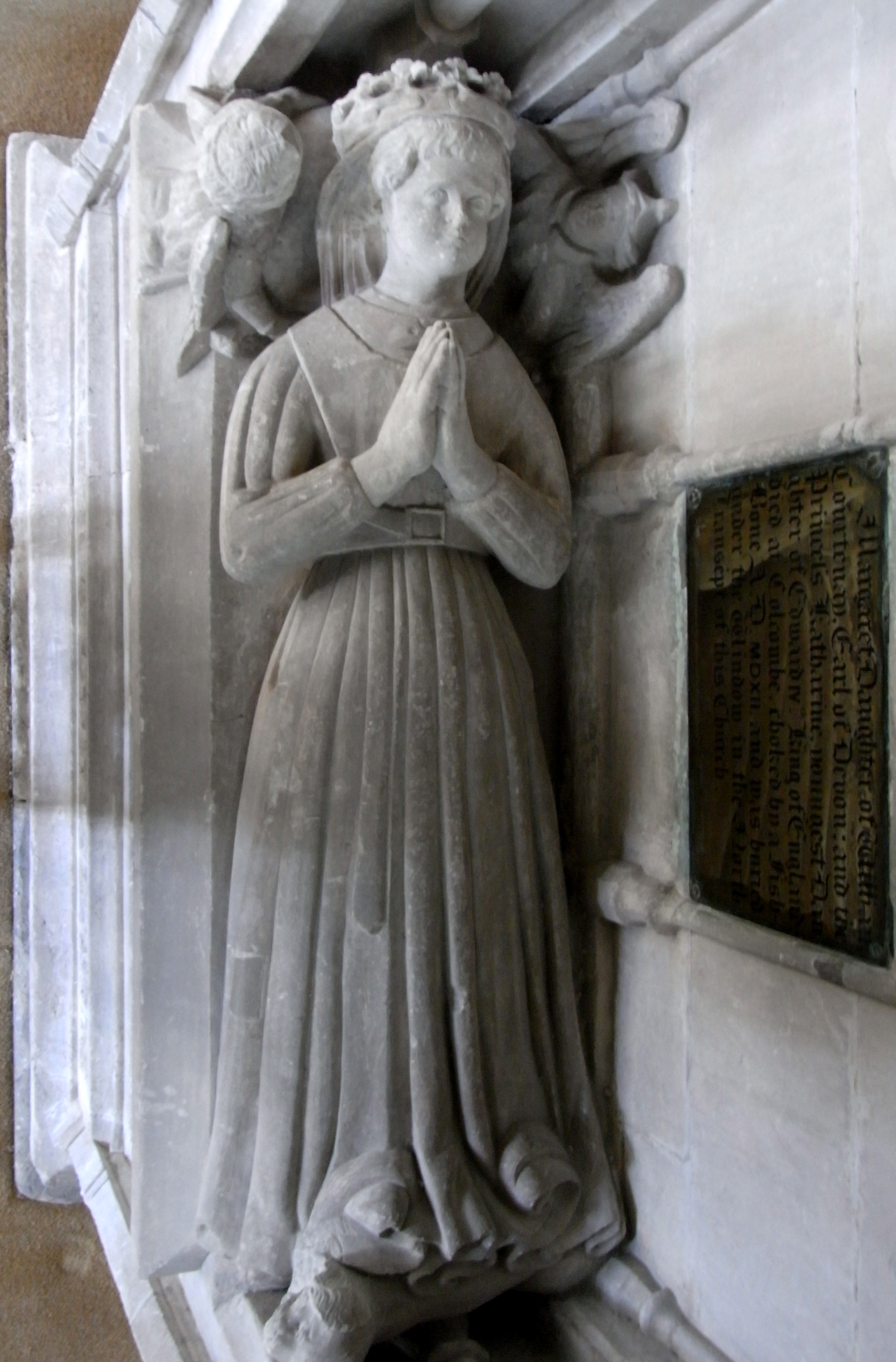
この彫像は、コルコム城で魚の骨をのどに詰まらせて幼児期に亡くなったウィリアム・コートネイの娘、「リトル・チョーク・ア・ボーン」マーガレット・コートネイ（1512年没）を表しているものと誤って言い伝えられている（デヴォン、コリトン教会）。

伝承によると、「リトル・チョーク・ア・ボーン」のあだ名をもつマーガレット・コートネイ（1512年没）は、初代デヴォン伯ウィリアム・コートネイとその妻でエドワード4世の6女キャサリン・オブ・ヨークとの間に生まれた幼い娘であるとされる彫像が現存する。この像はデヴォンのコリトン教会に現存している。この像の長さは約90センチで、成人像としてはごく小さい。顔と頭部は1907年に修復され、彫刻家自身の幼い娘をモデルに作られたと言われている。コートネイ家の居城の一つは、コリトン教区内のコルコム城であった。上の19世紀の真鍮の銘板には、「デヴォン伯ウィリアム・コートネイとイングランド王エドワード4世の末娘キャサリン王女の娘マーガレットは、1512年にコルコムで魚の骨に窒息して亡くなり、この教会の北翼廊の窓の下に埋葬された」と刻まれている。
この像の記述には誤りがあるようで、記録によるとマーガレットは1520年7月2日時点ではまだ存命で、ヘンリー8世の娘メアリー・チューダーに仕えていた。しかし、当時の別の貴族、第2代ノーフォーク公トマス・ハワードは、存命中の息子2人をトマス、娘2人をエリザベスと名付けていた。したがって、コートネイ家には同時期にマーガレットという名前の娘が2人いた可能性もある。

### 紋章
彫像の上には、コートネイ家の紋章、イングランド王家の紋章がインペイルメントされたコートネイ家の紋章、イングランド王家の紋章の3つの紋章がある。後世の専門家は、この紋章に基づき、この像は第5代/第13代デヴォン伯トマス・コートネイ（1414年-1458年）の妻マーガレット・ボーフォート（1409年頃 - 1449年）ではないかと提唱している。マーガレット・ボーフォートは初代サマセット伯・ドーセット侯ジョン・ボーフォート（1373年 - 1410年、初代ランカスター公ジョン・オブ・ゴーント（エドワード3世の4男）と愛妾キャサリン・スウィンフォード（後に妻）との間に生まれた4人の庶子の長男）と、その妻マーガレット・ホランドとの間に生まれた娘である。この根拠は、描かれている「王家の紋章」がエドワード4世の紋章ではなく、ボーフォート家の紋章であるという説である。ボーフォート家の紋章は、イングランド王室の紋章に銀色と青色のボーデュアがなされたものである。